# Gelbstreifiger Kohlerdfloh

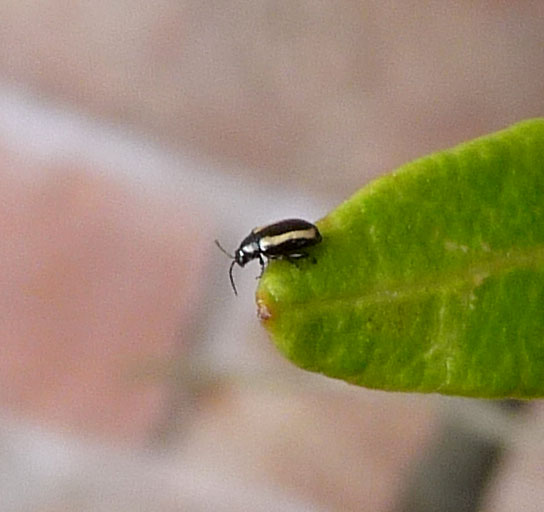
Käfer auf einem Blatt, Seitenansicht

Der Gelbstreifige Kohlerdfloh (Phyllotreta nemorum) ist ein Käfer aus der Familie der Blattkäfer (Chrysomelidae).

## Merkmale
Der Gelbstreifige Kohlerdfloh besitzt eine Länge von 2,4–3,5 mm. Der Körper ist länglich oval geformt. Die Käfer besitzen eine schwarze Grundfärbung mit schwachem metallisch-blauem oder grünem Glanz. Auf jeder Flügeldecke befindet sich ein breiter ockergelber leicht wellenförmiger Längsstreifen. Das dunkle Zwischenfeld auf den Flügeldecken verjüngt sich nur geringfügig. Die ersten drei Fühlerglieder sind hellbraun gefärbt. Die Femora des hinteren Beinpaares sind verdickt. Die Tibia und Tarsen sind meist vollständig hellbraun gefärbt.

## Ähnliche Arten
- Gewelltstreifiger Kohlerdfloh (Phyllotreta undulata) – Das dunkle Zwischenfeld auf den Flügeldecken verjüngt sich stärker; die Art ist weniger häufig und kleiner.

## Vorkommen
Der Gelbstreifige Kohlerdfloh ist in der Paläarktis heimisch. Die Art ist in Europa weit verbreitet. Sie kommt in ganz Mitteleuropa vor und ist häufig.
In Australien wurde die Art eingeschleppt.

## Lebensweise
Man beobachtet die Käfer (in der nördlichen Hemisphäre) von April bis Oktober. Nahrungs- und Wirtspflanzen der Käferart bilden verschiedene Kreuzblütler (Brassicaceae), darunter die Knoblauchsrauke (Alliaria petiolata). Weniger häufig werden als Wirtspflanzen Reseda
und Bachbunge (Veronica beccabunga) genutzt. Die ausgewachsenen Käfer überwintern. Die Eiablage findet gewöhnlich im Mai oder Juni statt. Nach etwa 10 Tagen schlüpfen die Larven, die in den Blättern ihrer Wirtspflanzen minieren und etwa zwei Wochen für ihre Entwicklung benötigen. Die Käfer fressen Löcher oder Schabstellen (Fensterfraß) in die Blätter verschiedener Nutzpflanzen, wie Gemüsekohl, Rübsen und Raps, und gelten daher als Schädlinge.

## Natürliche Feinde
Als Parasitoide der Larven des Gelbstreifigen Kohlerdflohs gelten Erzwespen der Gattung Eulophus sowie die Brackwespenart Bracon guttiger. Die Brackwespen Diospilus morosus und Perilitus aethiops parasitieren die ausgewachsenen Käfer. Zu den Prädatoren der Käfer zählen Mauersegler.

## Taxonomie
In der Literatur finden sich folgende Synonyme:
- Chrysomela nemorum Linnaeus, 1758 – ursprüngliche Namenskombination
- Phyllotreta künnemanni (Reitter, 1905)